# Stor-Granvattnet
Stor-Granvattnet är en sjö i Sollefteå kommun och Strömsunds kommun i Ångermanland och ingår i Ångermanälvens huvudavrinningsområde. Sjön har en area på 0,504 kvadratkilometer och ligger 329 meter över havet. Sjön avvattnas av vattendraget Frostan.

## Delavrinningsområde
Stor-Granvattnet ingår i det delavrinningsområde (705327-150452) som SMHI kallar för Utloppet av Stor-Granvattnet. Medelhöjden är 365 meter över havet och ytan är 5,26 kvadratkilometer. Det finns ett avrinningsområde uppströms, och räknas det in blir den ackumulerade arean 15,16 kvadratkilometer. Frostan som avvattnar avrinningsområdet har biflödesordning 3, vilket innebär att vattnet flödar genom totalt 3 vattendrag innan det når havet efter 156 kilometer. Avrinningsområdet består mestadels av skog (87 procent). Avrinningsområdet har 0,51 kvadratkilometer vattenytor vilket ger det en sjöprocent på 9,6 procent.